# Sigmodontinae
Sigmodontinae é uma subfamília de roedores da família Cricetidae.

## Sistemática
- Subfamília Sigmodontinae
  - Tribo Sigmodontini
    - Sigmodon

  - Tribo Ichthyomyini
    - Anotomys
    - Chibchanomys
    - Ichthyomys
    - Neusticomys
    - Rheomys

  - Oryzomyalia
    - Tribo Oryzomyini
      - Holochilus
      - Megalomys
      - Melanomys
      - Microryzomys
      - Nectomys
      - Nesoryzomys
      - Noronhomys
      - Oecomys
      - Oligoryzomys
      - Oryzomys
      - Pseudoryzomys
      - Scolomys
      - Sigmodontomys
      - Zygodontomys
      - Amphinectomys
      - Neacomys
      - Lundomys
      - Microakodontomys
      - Handleyomys
      - Noronhomys†

    - Tribe Thomasomyini
      - Aepeomys
      - Chilomys
      - Delomys
      - Phaenomys
      - Rhagomys
      - Rhipidomys
      - Thomasomys
      - Wilfredomys
      - Abrawayaomys

    - Tribo Wiedomyini
      - Wiedomys
      - Cholomys†

    - Tribo Akodontini
      - Akodon
      - Bibimys
      - Blarinomys
      - Chelemys
      - Geoxus
      - Juscelinomys
      - Kunsia
      - Lenoxus
      - Notiomys
      - Oxymycterus
      - Podoxymys
      - Scapteromys
      - Thalpomys
      - Necromys
      - Thaptomys
      - Deltamys
      - Abrothrix
      - Pearsonomys
      - Brucepattersonius

    - Tribe Phyllotini
      - Andalgalomys
      - Andinomys
      - Auliscomys
      - Calomys
      - Chinchillula
      - Eligmodontia
      - Galenomys
      - Graomys
      - Irenomys
      - Phyllotis
      - Euneomys
      - Neotomys
      - Punomys
      - Reithrodon
      - Salinomys
      - Loxodontomys
      - Tapecomys
      - Ichthyurodon†
      - Olympicomys†
      - Tafimys†

- - Incertae sedis
    - Juliomys